# Eduardo Jiménez Blis
Eduardo Jiménez (Panamá, Panamá, 4 de febrero de 1986) es un futbolista panameño. Juega de volante. También ha sido seleccionado nacional.

## Selección nacional

### Categorías inferiores
Fue convocado por la selección sub-20 de Panamá para disputar el Torneo Sub-20 de la Concacaf 2005 y la Copa Mundial de Fútbol Sub-20 de 2005

### Selección Absoluta
Su debut con la selección absoluta fue el 7 de junio de 2008 en el empate 0 a 0 contra Chile en el Estadio Elías Figueroa Brander en Chile. Disputó la Copa Uncaf 2009, donde jugó 3 partidos, saliendo campeón de dicho torneo.

### Participaciones en selección nacional
| Copa                     | Categoría | Sede         | Resultado      | Partidos | Goles |
| ------------------------ | --------- | ------------ | -------------- | -------- | ----- |
| Campeonato Sub-20 2005   | Sub-20    | Panamá       | Subcampeón     | 2        | 0     |
| Copa Mundial Sub-20 2005 | Sub-20    | Países Bajos | Fase de grupos | 1        | 0     |
| Copa Uncaf 2009          | Mayor     | Honduras     | Campeón        | 3        | 0     |

## Clubes
| Club             | País           | Año         |
| ---------------- | -------------- | ----------- |
| San Francisco FC | Panamá         | 2004        |
| Chepo FC         | Panamá         | 2004        |
| San Francisco FC | Panamá         | 2005 - 2006 |
| CD Águila        | El Salvador    | 2007        |
| San Francisco FC | Panamá         | 2008        |
| Chepo FC         | Panamá         | 2009-2010   |
| San Francisco FC | Panamá         | 2010-2017   |
| SD Panamá Oeste  | Panamá         | 2018-2020   |
| Bobcats FC       | Estados Unidos | 2021        |

## Palmarés

### Títulos nacionales
| Título           | Club             | País   | Año    |
| ---------------- | ---------------- | ------ | ------ |
| Primera División | San Francisco FC | Panamá | 2006-A |
| Primera División | San Francisco FC | Panamá | 2008-A |
| Primera División | San Francisco FC | Panamá | 2011-C |
| Primera División | San Francisco FC | Panamá | 2014-A |

### Títulos internacionales
| Título                 | Club   | País     | Año  |
| ---------------------- | ------ | -------- | ---- |
| Copa de Naciones UNCAF | Panamá | Honduras | 2009 |